# Міщенко Денис Олександрович
Дени́с Олекса́ндрович Мі́щенко — солдат Збройних сил України, 25-та повітряно-десантна бригада, учасник російсько-української війни.

## Бойовий шлях
19 серпня 2014-го зголосився добровольцем у групу підтримки вояків, що відбивалися в оточенні на Савур-могилі. Разом з ним були молодший сержант Олександр Славін, старший сержант Сергій Стегар, молодший сержант Володимир Кандела, солдати Руслан Заблоцький і Денис Перевозник, старший сержант Самойлов. Групу вів полковник Петро Потєхін. По тому до групи приєдналося 19 бійців добровольчої частини, яких очолював підполковник з Харкова, позивний «Сокіл», згодом — іще 10 артилеристів. Бійці 3-го полку спецназу стали провідниками групи на БТРі. На Савур-могилу вирушила колона: 3 вантажівки, 2 БТРи та 1 БМП. На Савур-могилі знайшли 10 вояків, ними керував полковник Гордійчук — були добровольці з підрозділу «Крим». Групі випало прикривати підніжжя гори, укривалися в розгаченому пам'ятнику радянським воїнам, воювати довелося з казаками та осетинами. 19 серпня почався артобстріл, важкопоранений сержант Кандела, поранений полковник Потєхін, важкопоранений сержант Славін. Однак Славін, стікаючи кров'ю, зміг проповзти під обстрілом по підмогу, з бійцями прийшов «Сокіл» — підполковник Олександр Мельниченко. Дрібка вояків встала на повний зріст під обстрілом, аби забезпечити евакуацію поранених, одначе побратим Кандела помер при цьому. Воякам вдалося зв'язатися з основними силами, українські «Гради» накрили терористів, атаку відбили.

## Нагороди
14 жовтня 2014 року — за особисту мужність і героїзм, виявлені у захисті державного суверенітету та територіальної цілісності України, вірність військовій присязі під час російсько-української війни, відзначений — нагороджений орденом «За мужність» III ступеня.